# Przesieka (województwo dolnośląskie)
Przesieka (do 1945 niem. Hain, do 1946 Matejkowice) – wieś w Polsce położona w województwie dolnośląskim, w powiecie karkonoskim, w gminie Podgórzyn, w centrum Karkonoszy w Dolinie Czerwienia, Podgórnej i Myi, na wysokości 480–700 m n.p.m. na stoku Złotego Widoku.

## Podział administracyjny
W latach 1975–1998 miejscowość administracyjnie należała do województwa jeleniogórskiego.

## Historia
Pierwsza pewna wzmianka o miejscowości pochodzi z roku 1618 (wzmianka z roku 1387 dotyczyła w istocie Podgórzyna Górnego). W roku 1632 Przesieka została podarowana przez cesarza Georgowi Andreasowi Schwinghammerowi, weteranowi wojny trzydziestoletniej. W 1930 w miejscowości wybudowano remizę dla Freiwillige Feuerwehr Hain (OSP). Znajdowały się w niej ponadto biura władz wiejskich oraz mieszkanie naczelnika wsi. Korzystali z niej również ratownicy górscy z Freiwillige Sanitätskolonne vom Roten Kreuz. Obecnie przed remizą eksponowana jest pompa, wyprodukowana przed 1939 przez «C&H Klose Maschinenfabrik» Ober Berbisdorf (pol. Dziwiszów).
Po II wojnie światowej, w I połowie lipca 1945, dzięki informacji por. Zygmunta Bratkowskiego ekipa prof. Stanisława Lorentza odnalazła w restauracji Waldschlösschen zaginione dzieła Jana Matejki „Unia Lubelska”, „Rejtan” i „Batory pod Pskowem”, stąd miejscowość nazwano Matejkowice. W latach 1961–1968 w Przesiece mieszkał George Bidwell. Tutaj też mieszkał, w poniemieckiej willi, ksiądz Leonard Świderski spisując swoje pamiętniki, tzw. autobiograficzną trylogię, z najbardziej znanym Oglądały oczy moje.

## Walory turystyczne
Atrakcjami Przesieki są: Wodospad Podgórnej (547 m n.p.m.), Waloński Kamień, Chybotek, Kaskada Myi. Wieś słynie z pięknych widoków i malowniczego położenia. Często są tu organizowane plenery malarskie i fotograficzne. Z takich punktów widokowych, jak np. „Złoty Widok” można podziwiać panoramę Karkonoszy oraz Kotlinę Jeleniogórską. O atrakcyjności turystycznej miejscowości stanowi również bliskość Zamku Chojnik (1 godzina pieszo), Świątyni Wang w Karpaczu (1,5 godziny), Przełęczy Karkonoskiej (2 godziny) i Śnieżnych Kotłów (3 godziny). Znajduje się tu wiele domów wypoczynkowych i pensjonatów. Istniejąca tu niegdyś gospoda „Pod Lipami” (niem. Gasthaus zur großen Linde, następnie Lindenschänke) spłonęła 2 kwietnia 1986. W roku 2014 dla zwiedzających udostępniono, urządzony na powierzchni 1,5 ha i położony na wysokości około 600 m n.p.m., ogród japoński Siruwia z 3 wodospadami (do 6 m wysokości) oraz 7 stawami.
Przy Autostradzie Sudeckiej nad wsią, w jej obrębie administracyjnym, znajduje się cmentarz ofiar pracy przymusowej poległych podczas budowy tej górskiej szosy.

## Meteorologia
Od roku 1931 istnieje tu opadowa stacja meteorologiczna. Położona jest na wysokości 630 m n.p.m. Średnia roczna suma opadów w latach 1931–1960 wyniosła 918 mm. Najbardziej mokrymi miesiącami są: lipiec – 137 mm i sierpień – 106 mm. Najmniejsze opady bywają w grudniu – 49 mm i styczniu – 51 mm.

## Komunikacja publiczna
Do czerwca 2016 do Przesieki kursowały linie jeleniogórskiej komunikacji miejskiej nr 4 (z dworca głównego PKP w Jeleniej Górze) oraz 18 (z apteki „Pod Koroną” w Cieplicach). Obecnie połączenia zapewnia wyłącznie linia 4, kończąca bieg na osiedlu XX-lecia w Jeleniej Górze.
Od 20 maja 1914 do 31 grudnia 1964 do Podgórzyna Górnego – niemal do rogatek Przesieki – kursowały tramwaje z Jeleniej Góry.

## Zabytki
Do wojewódzkiego rejestru zabytków wpisany jest obiekt:
- młyn, murowano-drewniany, ul. Karkonoska 3, z roku 1803

W gminnej ewidencji zabytków znajdują się budynki przy ul. Bukowy Gaj 1, 3, 5, Dolina Czerwienia 8 i 12, Droga do wodospadu 9, Kamiennej 3 i 7, Karkonoskiej 4–9, 11, 16, 18, 22, 25–30, 34, 36, 46, Przeskok 1, Turystycznej 4, Zachełmska Droga 4 oraz stanowiska archeologiczne we wsi.

## Szlaki turystyczne
- Podgórzyn Górny – Przesieka – Przełęcz Karkonoska
- do Sosnówki przez Jesion Idy
- Borowice – Przesieka – Jagniątków – Piechowice[19]